# 弗里迪
5°15′25″N 4°00′43″W / 5.256838°N 4.011855°W

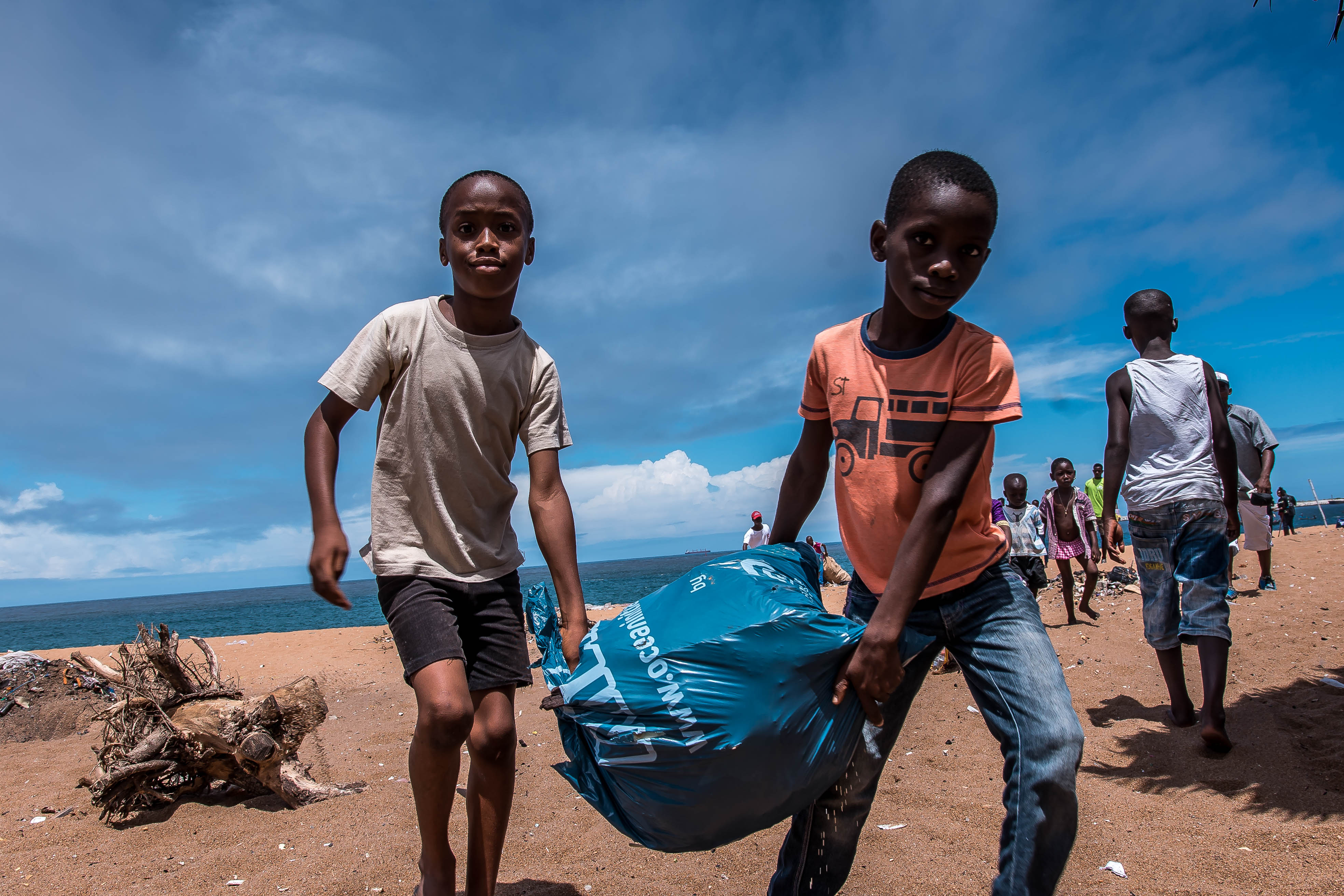
当地儿童正在清理弗里迪的海滩

阿比让区划图，弗里迪运河位于图中下方，布埃港靠西的位置，运河西岸即是弗里迪地区

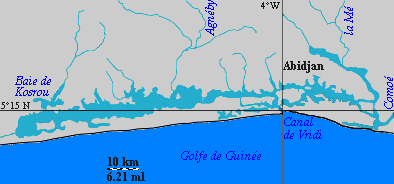
埃布里耶潟湖地图，图中黑色经纬线中间交叉的位置即弗里迪运河

弗里迪（Vridi）是科特迪瓦城市阿比让的一个区域，位于布埃港。弗里迪坐落在埃布里耶潟湖带上，潟湖和大西洋之间的位置，阿比让的大部分沙滩都在这个区域。
弗里迪也是位于该区域的运河的名称，该运河使得埃布里耶潟湖与几内亚湾得以联通，长约3.2公里，可容海轮进出。正是由于1950年前后该运河的修建使得阿比让得以从城镇发展为海港，市区得以扩大。是“科特迪瓦经济发展的脐带”。